# Provinciale Statenverkiezingen 1931
De Provinciale Statenverkiezingen 1931 waren Nederlandse verkiezingen die in april 1931 werden gehouden voor de leden van Provinciale Staten in elf provincies. In Groningen, Noord-Brabant en Limburg werden de verkiezingen gehouden op 15 april, in Friesland, Drenthe, Overijssel, Gelderland, Noord-Holland, Zuid-Holland en Zeeland op 22 april, en in Utrecht op 23 april.

## Aanloop
Om stemgerechtigd te zijn diende men de Nederlandse nationaliteit te hebben, op de dag van de stemming ten minste 23 jaar oud te zijn en op de dag van de kandidaatstelling te wonen in de provincie waarvoor de verkiezing plaatsvond. Nederlanders die in het buitenland woonden en niet ingeschreven stonden in een Nederlandse gemeente hadden geen stemrecht bij deze verkiezingen.

## Uitslagen

### Opkomst
|                   | 1927      | 1927      | 1931      | 1931  |
| # stemmen         | %         | # stemmen | %         |       |
| ----------------- | --------- | --------- | --------- | ----- |
| Kiesgerechtigden  |           |           | 3.880.393 |       |
| Niet opgekomen    |           |           | 303.375   | 7,82  |
| Opkomst           |           |           | 3.577.018 | 92,18 |
| Ongeldige stemmen |           |           | 71.165    | 1,99  |
| Blanco stemmen    |           |           | 138.865   | 3,88  |
| Geldige stemmen   | 2.948.353 |           | 3.366.988 | 94,13 |

### Landelijk overzicht
| Zetelverdeling Provinciale Staten        | Zetelverdeling Provinciale Staten | Zetelverdeling Provinciale Staten | Zetelverdeling Provinciale Staten |
| Partij                                   | 1927                              | 1931                              | verschil                          |
| ---------------------------------------- | --------------------------------- | --------------------------------- | --------------------------------- |
| Roomsch-Katholieke Staatspartij          | 180                               | 180                               | 0                                 |
| Sociaal-Democratische Arbeiderspartij    | 119                               | 128                               | +9                                |
| Anti-Revolutionaire Partij               | 78                                | 81                                | +3                                |
| Christelijk-Historische Unie             | 72                                | 70                                | -2                                |
| Liberale Staatspartij „de Vrijheidsbond” | 62                                | 58                                | -4                                |
| Vrijzinnig Democratische Bond            | 42                                | 36                                | -6                                |
| Staatkundig Gereformeerde Partij         | 11                                | 12                                | +1                                |
| Communistische Partij Holland            | 7                                 | 10                                | +3                                |
| Plattelandersbond                        | 10                                | 3                                 | -7                                |
| Roomsch-Katholieke Volkspartij           | 2                                 | 2                                 | 0                                 |
| Revolutionnair Socialistische Partij     | -                                 | 2                                 | +2                                |
| Middenpartij voor Stad en Land           | 1                                 | 2                                 | +1                                |
| Hervormd-Gereformeerde Staatspartij      | 2                                 | 1                                 | -1                                |
| ARP/CHU                                  | 1                                 | 1                                 | 0                                 |
| Democratische Partij                     | 1                                 | -                                 | -1                                |
| provinciale partijen                     | 2                                 | 4                                 | +2                                |
| totaal                                   | 590                               | 590                               | 0                                 |

### Uitslagen per provincie naar partij
| Provincie     | Aantal zetels per partij | Aantal zetels per partij | Aantal zetels per partij | Aantal zetels per partij | Aantal zetels per partij | Aantal zetels per partij | Aantal zetels per partij | Aantal zetels per partij | Aantal zetels per partij | Aantal zetels per partij | Aantal zetels per partij | Aantal zetels per partij | Aantal zetels per partij | Aantal zetels per partij | Aantal zetels per partij |
| Provincie     | RKSP                     | SDAP                     | ARP                      | CHU                      | VB                       | VDB                      | SGP                      | CPH                      | PB                       | RKVP                     | RSP                      | MSL                      | HGSP                     | overige                  | totaal                   |
| ------------- | ------------------------ | ------------------------ | ------------------------ | ------------------------ | ------------------------ | ------------------------ | ------------------------ | ------------------------ | ------------------------ | ------------------------ | ------------------------ | ------------------------ | ------------------------ | ------------------------ | ------------------------ |
| Groningen     | 3                        | 14                       | 10                       | 5                        | 5                        | 5                        | -                        | 2                        | 1                        | -                        | -                        | -                        | 0                        | 0                        | 45                       |
| Friesland     | 3                        | 13                       | 12                       | 10                       | 4                        | 6                        | 0                        | 1                        | 1                        | -                        | 0                        | -                        | 0                        | -                        | 50                       |
| Drenthe       | 1                        | 10                       | 7                        | 5                        | 6                        | 5                        | -                        | -                        | 1                        | -                        | -                        | -                        | -                        | 0                        | 35                       |
| Overijssel    | 12                       | 11                       | 7                        | 8                        | 4                        | 3                        | 1                        | 1                        | 0                        | 0                        | -                        | -                        | 0                        | -                        | 47                       |
| Gelderland    | 20                       | 11                       | 8                        | 10                       | 8                        | 3                        | 1                        | 1                        | 0                        | 0                        | -                        | -                        | 0                        | 0                        | 62                       |
| Utrecht       | 11                       | 8                        | 8                        | 6                        | 4                        | 2                        | 2                        | 0                        | 0                        | 0                        | -                        | -                        | 0                        | 0                        | 41                       |
| Noord-Holland | 17                       | 26                       | 6                        | 7                        | 8                        | 7                        | -                        | 3                        | -                        | -                        | 1                        | 2                        | 0                        | 0                        | 77                       |
| Zuid-Holland  | 16                       | 21                       | 13                       | 10                       | 11                       | 3                        | 4                        | 2                        | 0                        | 0                        | 1                        | -                        | 1                        | 0                        | 82                       |
| Zeeland       | 8                        | 6                        | 8                        | 7                        | 6                        | 2                        | 4                        | 0                        | -                        | -                        | -                        | -                        | -                        | 1                        | 42                       |
| Noord-Brabant | 53                       | 4                        | 2                        | 2                        | 1                        | 0                        | -                        | -                        | -                        | 2                        | -                        | -                        | -                        | 0                        | 64                       |
| Limburg       | 36                       | 4                        | 1                        | 1                        | 1                        | -                        | -                        | 0                        | -                        | -                        | -                        | -                        | -                        | 3                        | 45                       |
| totaal        | 180                      | 128                      | 81                       | 70                       | 58                       | 36                       | 12                       | 10                       | 3                        | 2                        | 2                        | 2                        | 1                        | 4                        | 590                      |
| totaal        | 180                      | 128                      | 1                        |                          | 58                       | 36                       | 12                       | 10                       | 3                        | 2                        | 2                        | 2                        | 1                        | 4                        | 590                      |

Een "-" in de tabel betekent dat de betreffende partij bij de verkiezingen van 1931 in de betrokken provincie geen kandidatenlijst heeft ingediend.

## Eerste Kamerverkiezingen
De leden van Provinciale Staten in de kiesgroepen II en IV kozen op 29 juli 1932 bij Eerste Kamerverkiezingen 25 nieuwe leden van de Eerste Kamer.
Provinciale Statenverkiezingen zijn daarmee behalve provinciaal ook nationaal van belang.
1910 · 
1913 · 
1916 · 
1919 · 
1923 · 
1927 · 
1931 · 
1935 · 
1939 · 
1946 · 
1950 · 
1954 · 
1958 · 
1962 · 
1966 · 
1970 · 
1974 · 
1978 · 
1982 · 
1985 · 
1987 · 
1991 · 
1995 · 
1999 · 
2003 · 
2007 · 
2011 · 
2015 · 
2019 · 
2023